# Be the One (Jackie Jackson)
Be the One è il secondo album da solista del cantautore statunitense Jackie Jackson, il più anziano del gruppo musicale The Jackson 5/The Jacksons, pubblicato il 9 settembre 1989.

## Personale
- Paul Jackson, Jr.
- Jeff Lorber
- Robert Brookins
- Gerald Albright

## Tracce
1. Stay – 3:55
2. Be the One – 4:15
3. Fun – 5:07
4. Who's Loving You Now – 4:06
5. Cruzin – 4:20
6. Fine Fine Lady – 4:14
7. Stuck on You – 5:29
8. Don't Rush It – 4:00
9. Broken Heart – 3:56
10. Stay – 8:43 – 12" Remix

## Classifiche
| Classifica (1989–90)                                   | Posizione massima |
| ------------------------------------------------------ | ----------------- |
| Classifica rhythm and blues di Billboard (Stati Uniti) | 84                |